# Я не перетинав кордон: кордон перетнув мене
«Я не перетинав кордон: кордон перетнув мене» (англ. I did not cross the border — the border crossed me) — грузинсько-німецький документальний фільм, знятий Тома Чагелішвілі. Прем'єра стрічки в Україні відбулась 20 липня 2016 року на Одеському міжнародному кінофестивалі. Фільм розповідає про друзів з дитинства Малчаза і Гочу, які опиняються по різні боки грузинсько-російського кордону після війни в Осетії.

## Визнання
| Нагороди та номінації фільму «Я не перетинав кордон: кордон перетнув мене» | Нагороди та номінації фільму «Я не перетинав кордон: кордон перетнув мене» | Нагороди та номінації фільму «Я не перетинав кордон: кордон перетнув мене» | Нагороди та номінації фільму «Я не перетинав кордон: кордон перетнув мене» | Нагороди та номінації фільму «Я не перетинав кордон: кордон перетнув мене» | Нагороди та номінації фільму «Я не перетинав кордон: кордон перетнув мене» |
| Рік                                                                        | Кінопремія / Кінофестиваль                                                 | Категорія / Нагорода                                                       | Номінант                                                                   | Результат                                                                  |                                                                            |
| -------------------------------------------------------------------------- | -------------------------------------------------------------------------- | -------------------------------------------------------------------------- | -------------------------------------------------------------------------- | -------------------------------------------------------------------------- | -------------------------------------------------------------------------- |
| 2016                                                                       | Одеський міжнародний кінофестиваль                                         | Найкращий європейський документальний фільм                                | «Я не перетинав кордон: кордон перетнув мене»                              | Номінація                                                                  |                                                                            |